# Ærtecypres
Ærtecypres (Chamaecyparis pisifera) er et langsomt voksende nåletræ, med cypres-familiens typiske skælagtige nåle i flade fjer- eller bregne-agtige skud. 

## Beskrivelse
Rødbrun bark. Kogleformede 4-8 mm store kogler.
Størrelse: Op til 50 m i sin hjemegn, men mere almindeligt 35 m. I Danmark næppe over 10 m, men mere almindeligt 2-5 m. 

## Hjemsted
Centrale og sydlige Japan, øerne Honshū og Kyushu.

## Anvendelse
Træet har ingen forstlig betydning i Danmark. Der findes en del sorter til havebrug, men det er langt mindre almindeligt end Lawsoncypres.
Det er i hele Østasien efterspurgt som materiale til ligkister, og til snedkerarbejder i kapeller og templer.